# Бистрица-Нъсъуд
Окръг Бистрица-Нъсъуд e жудец в Трансилвания, Румъния. Площта му е 5355 квадратни километра, а населението – 277 724 души (по приблизителна оценка от януари 2020 г.).

## Градове
- Бистрица
- Беклян
- Нъсъуд
- Сънджорз-Бъй

## Личности
Починали в Бистрица-Нъсъуд
- Йоан Кутова (1919 – 1992), арумънски поет